# Sipunculidea
Sipunculidea is een klasse in de taxonomische indeling van de Sipuncula (Pindawormen).

## Taxonomie
De Sipunculidea is onderverdeeld in één orde, de Golfingiida. Verdere onderverdeling:
- Golfingiida
  - Golfingiidae
    - Golfingia
    - Nephasoma
    - Thysanocardia

  - Phascolionidae
    - Onchnesoma
    - Phascolion

  - Sipunculidae
    - Phascolopsis
    - Siphonomecus
    - Siphonosoma
    - Sipunculus
    - Xenosiphon

  - Themistidae
    - Themiste